# فضای فقط زنانه

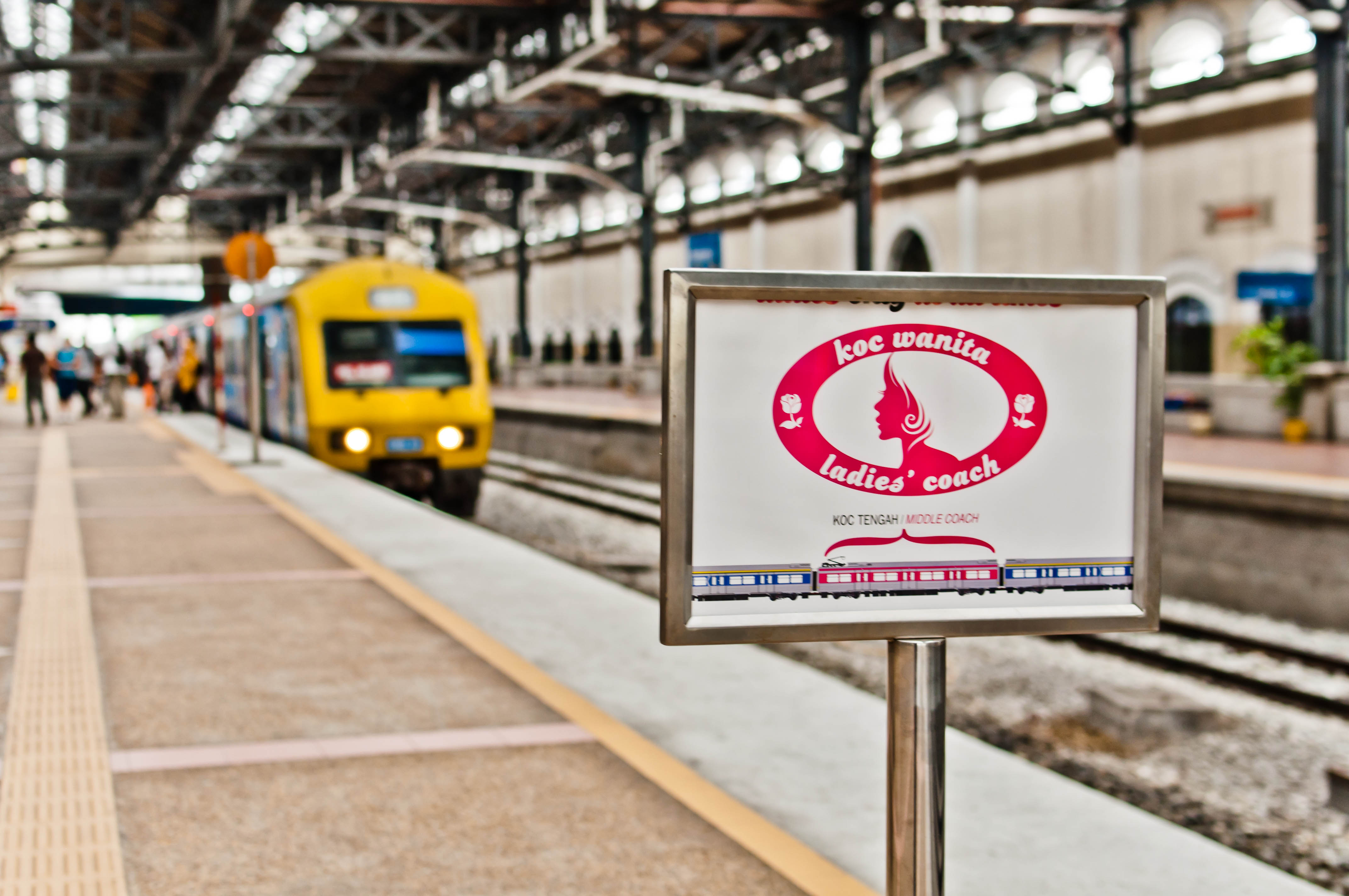
تصویری از تابلوی نماد اماکن فقط زنانه در کوالالامپور پایتخت اندونزی

فضای فقط زنانه جایی است که فقط زنان اجازه ورود دارند و در چنین مکان‌هایی با مردان ارتباط برقرار نمی‌کنند. از گذشته در همه جهان و در بیشتر فرهنگ‌ها، اشکالی از جداسازی مونث دیده می‌شده است و در بسیاری هنوز هم دیده می‌شود.

## هدف و پیش‌زمینه
فضای فقط زنانه یک شکل از تفکیک جنسی است و کارهایی مثل دستشویی زنانه، ماشین با مسافر فقط زن، پارکینگ زنانه را می‌توان به هر دوی اصطلاح‌های فوق نسبت داد.

## تاریخچه
در کشورهای انگلیسی‌زبان، موج اول فمینیسم که به چیزهایی مثل حق رأی و آموزش مربوط می‌شد، انگیزه‌هایی را برای توسعه امکانات زنان فراهم کرد.

## مثال‌ها

### دستشویی
در بیشتر کشورها دستشویی‌ها را تفکیک جنسی می‌کنند.

### اتاق شیردهی
اتاق شیردهی یک پدیده مدرن است که بیشتر در آمریکا دیده می‌شود.

### زمین
در کنیا یک روستا به نام Umoja را به زنان اختصاص داده‌اند.

### مکان شستشو
مکان‌های شستشو مثل حمام ترکی تفکیک شده هستند.

### مکان‌های مذهبی
در چین مسجد زنانه وجود دارد.